# Kult stromů u Slovanů
Kult stromů tvořil jednu ze složek předkřesťanského slovanského náboženství, jak dokládají písemné prameny, a zachoval se i v christianizované lidové kultuře. Zvláštní úcta nebyla věnována všem stromům, ale především těm, o nichž se věřilo, že jsou obývány nějakou duchovní bytostí; v srbochorvatštině byly takové stromy nazývány sjenovite drveta a bytost, jež je obývala, sjen – „stín“. Obzvláště důležitý byl dub, jenž byl zasvěcen hromovládnému bohu Perunovi. Takové stromy se většinou nějak lišily od ostatních: byly velmi staré, vykotlané či obdařené zvláštními tvary. Stromy, jež byly považovány za posvátné, bylo zakazováno kácet, porušení mělo zapříčinit smrt či nemoc. Kult stromů se projevoval například obřady konanými pod stromy, umísťováním obrazů a sošek světců na stromech, u kterých mělo dojít ke zjevení, či užitím symbolu stromu jako ornamentu na výšivkách a kraslicích. U východních Slovanů se objevuje představa rajského stromu Irij, jenž je na jaře odemykán ptáky a v jehož koruně sídlí zemřelí.
S kultem stromů úzce souvisí posvátné háje, které jsou snad zdrojem místního jméno Svatobor. V historických pramenech jsou zmiňovány především v prostředí Polabských Slovanů: Svatobor lužickosrbských Chudiců, Bǫku na Rujáně, háj okolo sakrálního hradiště Retra nebo dubový háj boha Proveho.

## Dub

### Historické a archeologické prameny
V 10. století uctívali dub na dněperském ostrově Chortycja Rusové plující do Konstantinopole:
Po překonání tohoto místa přijíždějí na ostrov, jenž se nazývá sv. Řehoř, a na tomto ostrově musejí skládat své oběti, jelikož na něm stojí ohromně velký dub. Obětují živé ptáky. Dokola zapichují šípy,  jiní zas kousky chleba, maso, či co každý z nich má, jak přikazuje jejich obyčej.
Konstantin Porfyrogennétos, O spravování říše, 
Zprávy o posvátných dubech máme také z prostředí Polabských Slovanů a to háji ve městě Stargard, centru kmene Vagrů, ve 12. století:
Přihodilo se však, že jsme po cestě přišli do lesa, jediného v oné zemi, která se celá rozprostírá v rovině. Tam jsme mezi prastarými stromy uviděli posvátné duby, které byly zasvěceny bohu té země Provovi. Obklopovalo je nádvoří ohrazené plotem, který byl velmi pečlivě postaven ze dřeva a opatřen dvěma branami. Mimo domácích bůžků a model, jimiž oplývala každá vesnice, bylo totiž toto místo svatyní celé země. Byl pro ně ustanoven [vlastní] kněz, slavnosti a rozličné obětní obřady. Místní lid měl ve zvyku se tu každý druhý den v týdnu scházet s knížetem a knězem kvůli soudům. Vstup do nádvoří byl zakázán všem pouze s výjimkou kněze a těch, kteří chtěli obětovat nebo lidí ve smrtelném nebezpečí.
Helmold z Bosau, Kronika Slovanů.
a ze Štětína, sídla kmene Pomořanů, taktéž ze 12. století:
Byl zde mimo jiné též ohromný listnatý dub a pod ním nádherná studánka, kterou prostý lid považoval za posvátnou díky tomu že v ní dlí jakési božstvo, a uctíval ji velikými poctami. Když pak po zničení chrámů chtěl biskup ten strom pokácet, byl lidmi žádán, aby tak nečinil. Slibovali mu, že už nikdy nebudou ve jménu náboženství uctívat ani tento strom, ani ono místo, ale že čistě kvůli stínu i jiným příjemným vlastnostem, které nejsou nijak hříšné, chtějí tento strom zachránit, spíše než že by od něj chtěli být sami spaseni.
Herbord, Dialog o životě biskupa Oty Bamberského.
Z archeologických nálezů lze zmínit nálezy dvou starých dubových kmenů, jednoho z Dněpru a druhého z dolní Desny, s vetknutými kančími kly, jež pravděpodobně sloužily k nějakému kultickému či magickému účelu.

### Lidová kultura
Duby si ve slovanské lidové kultuře dlouho, někdy až do 20. století, zachovávaly pozici posvátného místa. Ve východoslovanském a jihoslovanském prostředí mívaly vesnice svůj posvátný strom, povětšinou právě dub, a v případě že chyběl kostel, probíhaly pod ním bohoslužby, krvavé oběti, kropení svěcenou vodou pro déšť nebo mazání svatým olejem na ochranu před upíry a vílami, a různé slavnosti jako srbský zapis. Pod dubem byly také konány svatební obřady, například mezi ruskými bezpopovci, přičemž se tento motiv objevuje i v českých lidových písních nebo chorvatských požehnání novomanželům. Tento zvyk nejspíše souvisí s Perunovou plodnostní funkcí – při svatbách bylo užíváno i sekery, jež je také jeho atributem. Takové stromy nesměly být káceny ani být sbíráno jejich dřevo na oheň – jinak by hrozil požár domu či smrt člena rodiny. Z dubu bylo také vytvářeno jihoslovanské vánoční poleno badnjak.
V jihoslovanském lidovém křesťanství byly duby zasvěcovány svatému Elijášovi, jenž převzal nejvíce Perunových vlastností, ale také svatému Jiří a svaté Petce. Na posvátném dubu mohou sídlit orli nebo zmejové chránící před krupobitím nebo ochránci místa, vesnice či města zvaní stopanin – „hospodář“. Na druhou stranu se pod ním scházeli čerti, víly či džinové a bylo nebezpečné pod ním spát. Lužičtí Srbové duby zase spojovali s ludky.
Dubu a jeho dřevu či listí byly také přikládány magické vlastnosti: dubové větve pálené v peci měly podle Slováků chránit dům před hromem, naopak podle Ukrajinců pálení dubového listí přivolávalo vítr, Poláci zase věšeli dubové věnce na kravské rohy k zajištění jejich síly a zdraví. Taktéž ho bylo užíváno v léčitelstvím, například okuřování nemocného dýmem z listí a větví, věšením věcí nemocného na strom či zaklínáním nemoci do něj.
Obraz dubu v úslovích, zaklínadlech, pohádkách nebo apokryfech napovídá že byl chápán jako světový strom – osa světa spojující nebe, zemi a podsvětí, obdobný například severskému Yggdrasilu. V koruně takového stromu sídlí Bůh, Panna Marie, svatí a král ptáků Kuk, u kořenů zase obrovský had. Apokryfy jej znají například jako „Železný dub, který byl první zasazen ze všech rostlin, na Boží síle stojí.“ nebo „na moři, na oceánu, na ostrovu, na Bujanu, stojí dub Mokrecký a pod ním leží zmije Garafena...“. Okolo takového dubu také musel zemřelý člověk projít při cestě do cestě do podsvětí, zároveň však byl dub vysazován při narození dítěte, především chlapce. Had pod stromem bývá ztotožňován s Perunovým protivníkem, v hypotéze o základním mýtu s Velesem.

## Ostatní stromy
Písemné zdroje z doby o dalších druzích stromů z doby předcházející christianizaci máme pouze pro ořešák ctěný ve Štětíně, jenž je však v jednom případě označován za dub. Tentýž druh stromu byl s dubem zaměňován v Srbsku při rituálu zapis.
Na severu Ruska existovaly ještě na konci 19. století háje starých borovic zvané Boželesje či moljonyj les, jež nesměly být káceny.
Lípa byla lidové kultuře spojována s Pannou Marií a z chorvatské Slavonie 17. století máme doložen na svátek Narození Panny Marie obřad konaný pod lípou s obětinami, svícemi, líbání stromu a mší. Lipové dřevo bylo taktéž považováno za obzvláště účinné proti upírům a démonům a věřilo se že do tohoto stromu nikdy neudeří blesk.
Bříza je stromem často užívaným při tvorbě májí, v ruských zaklínadlech se tento strom objevuje s kořeny obrácenými vzhůru.V Rusku byla o letničním svátku zvaném semik byla z mladé břízy, jež byla mladíky poražena, vytvářena figurína zvaná rusalka. Ta byla dívkami oblečena do ženských šatů a ozdobena stuhami a poté s ní byla prováděna obchůzka končící ve vesnici a v nakonec byla v neděli tato rusalka vhozena do vody.
Některé stromy a keře, často trnité, byly chápány jako apotropaion – ochrana proti zlým silám, například jalovec, osika, vrba, černý bez, růže šípková, hloh, trnka nebo u Východoslovanů jeřáb. Zároveň ale byla osika, vrba a černý bez považovány za stromy neblahé, spojené se zlými silami, a Bulhaři považovali jeřáb za příbytek vil.